# 2,2,3-trimetilpentano
El 2,2,3-trimetilpentano es un alcano de cadena ramificada con fórmula molecular C8H18.